# Szimacsek Tibor
Szimacsek Tibor (Pápa, 1950. augusztus 9. – 2020. április 30.) magyar labdarúgó, csatár.

## Pályafutása
1966-ban mutatkozott be az NB II-es Pápai Textilesben. 1969 és 1972 között a Dunaújvárosi Kohász, 1972 és 1982 között a Zalaegerszegi TE labdarúgója volt. Az élvonalban 13 idényen át játszott, 187 mérkőzésen lépett pályára, és 26 gólt szerzett. A Keszthelyi Haladás csapatában fejezte be az aktív labdarúgást.